# Pietro Perna
Pietro Perna (Villa Basilica, 1519 – Basilea, 16 agosto 1582) è stato un tipografo italiano, uno dei più importanti tipografi della Basilea crocevia tra Rinascimento e Riforma protestante. I suoi libri promossero lo sviluppo del protestantesimo italiano, del socinianesimo e della teoria della tolleranza.

## Biografia

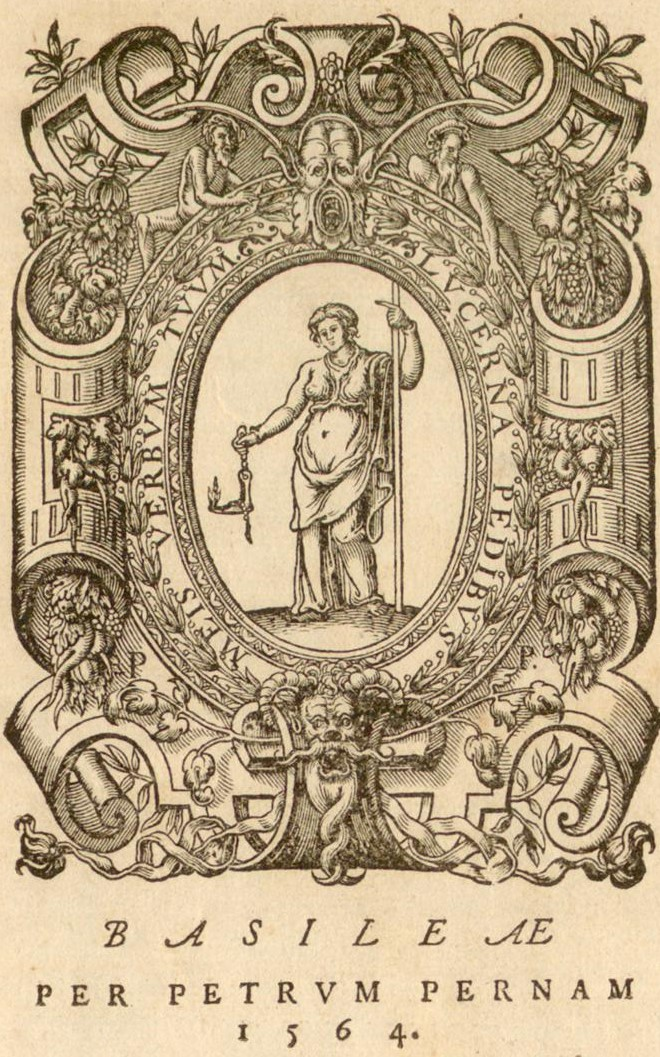
Marca tipografica di Perna

Pietro Perna Calcei, appartenente all'ordine dei Domenicani, si convertì al protestantesimo come discepolo del riformatore Pietro Martire Vermigli, rifugiandosi in Svizzera nel 1542 con l'aiuto di Pietro Carnesecchi; giunto a Basilea nel 1544, fondò una tipografia nel 1558. Come "agente librario" costruì una rete che favorì la pubblicazione dei libri di protestanti italiani come Vermigli, Pier Paolo Vergerio, Jacopo Aconcio, Bernardino Ochino, Lelio Sozzini, Sebastian Castellio, Celio Secondo Curione, ecc. Pubblicò l'editio princeps del testo greco delle Enneadi di Plotino e stampò importanti edizioni di autori come Niccolò Machiavelli, Jean Bodin, Francesco Guicciardini, Lodovico Castelvetro, Enea Silvio Piccolomini, Francesco Petrarca.
Nel 1560 pubblicò la prima edizione latina del Principe di Machiavelli, nella traduzione dell'esule protestante Silvestro Tegli e nel 1567-1568, la traduzione latina della Storia d’Italia di Francesco Guicciardini, curata da Celio Secondo Curione.
Pubblicò inoltre le opere di Paracelso e di molti paracelsiani, ma anche del principale critico di Paracelso, Thomas Erastus. Morì di peste e fu sepolto a Basilea nella chiesa di San Pietro.